# ヘイスティ (駆逐艦・2代)
|          |                                                                |
| 艦歴     |                                                                |
| 発注     |                                                                |
| 起工     | 1935年4月15日                                                  |
| 進水     | 1936年5月5日                                                   |
| 就役     | 1936年11月11日                                                 |
| 退役     |                                                                |
| その後   | 1942年6月15日に戦没                                            |
| 除籍     |                                                                |
| 性能諸元 |                                                                |
| 排水量   | 基準 1,340トン、 満載 1,980 トン                               |
| 全長     | 323 ft (98 m)                                                  |
| 全幅     | 33 ft                                                          |
| 吃水     | 12 ft 5 inch                                                   |
| 機関     | パーソンズ式ギアード・タービン 3缶、2軸推進、34,000 hp (30 MW) |
| 最大速   | 36ノット(70 km/h)                                              |
| 乗員     | 145名                                                          |
| 兵装     | 4.7インチ砲4門 0.5インチ対空機銃8基 21インチ魚雷発射管8門      |

ヘイスティ (HMS Hasty, H24) は、イギリス海軍の駆逐艦。H級。

## 艦歴
スコットランド、ダンバートンのウィリアム・デニー・アンド・ブラザーズ社で1935年4月15日に起工、1936年5月5日に進水し、1936年11月11日に竣工した。兵装などの政府が供給するものを除いた建造費用は24万8611ポンドであった。就役後、地中海艦隊の第2駆逐群に配属。1939年6月から7月にかけデヴォンポート工廠で修理が行われ、それからまた地中海に戻った。
9月の第二次世界大戦勃発後すぐ、「ヘイスティ」はポートサイド・ジブラルタル間で船団護衛を行った。10月、「ヘイスティ」はK部隊とともにドイツ通商破壊艦捜索に当たるためフリータウンへ移った。ヘイスティと同型艦の「ハーディ」、「ヘレワード」、「ホスタイル」は12月17日に巡洋戦艦「レナウン」、空母「アーク・ロイヤル」、軽巡洋艦「ネプチューン」と合流。それらの艦艇はリオデジャネイロで給油後、ラプラタ沖海戦後にモンテビデオに入港したドイツ装甲艦「アドミラル・グラーフ・シュペー」が脱出を試みた場合に備えてラプラタ川河口へと向かった。
「ヘイスティ」は入渠のためイギリスへ戻る途中の1940年2月12日にウェスタンアプローチでドイツ船「Morea」を拿捕した。「Morea」の船長は自沈と退船を命じたが、「ヘイスティ」は機銃を撃ってドイツ人を船に戻し、「Morea」に乗り込んだ者たちは水の流入を止めた。5日後、2隻はファルマス港外に投錨した。
3月に修理が完了すると、「ヘイスティ」は本国艦隊に配属された。3月19、20日、「ヘイスティ」と駆逐艦「ヴィヴィアン」は北海でスウェーデン商船と衝突した駆逐艦「ジャーヴィス」をニューカッスル・アポン・タインまで護衛した。荒天によるダメージのため「ヘイスティ」はノルウェーの戦いの初期段階には参加できなかったが、ノルウェーのドイツ目標を攻撃する空母「グローリアス」と「アーク・ロイヤル」を4月22日から護衛した。「ヘイスティ」は4月27日に給油のためスカパ・フローに戻った「グローリアス」を護衛し、5月はじめにはナムソスからイギリスとフランスの兵員を撤収させる船団を護衛した。 
第2駆逐群は5月16日に地中海へとむかった。6月20日から21日にかけての夜にバルディア砲撃を行う戦艦「ロレーヌ」、巡洋艦3隻を護衛した。7月9日、カラブリア沖海戦に参加。
1940年7月19日、スパダ岬沖海戦に参加。7月18日、クレタ島の北で対潜掃討を行うため駆逐艦「ハイペリオン」、「アイレクス」、「ヒーロー」、「ヘイスティ」はアレクサンドリアから出撃し、その援護などのために軽巡洋艦「シドニー」と駆逐艦「ハヴォック」もアレクサンドリアから出撃した。7月19日に「ヘイスティ」などはイタリア軽巡洋艦「ジョヴァンニ・デレ・バンデ・ネーレ」、「バルトロメオ・コレオーニ」と遭遇し交戦。「シドニー」と「ハヴォック」も合流し、被弾した「バルトロメオ・コレオーニ」は航行不能となり「ハイペリオン」と「アイレクス」の雷撃で沈没した。「シドニー」、「ヘイスティ」、「ヒーロー」は「バルトロメオ・コレオーニ」を追跡したが、距離が開いたことなどから打ち切られた。
10月2日、「ヘイスティ」と駆逐艦「ハヴォック」はエジプト沿岸でイタリア潜水艦「ベリロ」を沈め、生存者47名を救助した。11月、タラント空襲を行う空母「イラストリアス」を護衛。12月18日から19日にかけての夜のアルバニア、ヴァロナ砲撃の際戦艦「ヴァリアント」と「ウォースパイト」を護衛した。 
1941年1月、MC4作戦に参加して船団護衛を行い、それからクレタ島スダ湾からアレクサンドリアまで戦艦「バーラム」を護衛した。2月末、「ヘイスティ」はイタリア領ドデカネス諸島の島でトルコ沿岸にあるカステロリゾ島からイギリスのコマンド部隊を脱出させた。そのコマンド部隊はアブステンション作戦で小規模な島の防衛隊を撃破したが、イタリア軍はその後数日の間に部隊を上陸させイギリス軍を圧倒した。3月28，29日、マタパン岬沖海戦に参加。4月15日、「ヘイスティ」と軽巡洋艦「グロスター」はバルディアとフォート・カプッツォの間のイタリア軍陣地を砲撃。4月中旬、高速輸送船「ブレコンシャー」と戦艦3隻をアレクサンドリアからマルタへ護衛。4月23日にアレクサンドリアで給油後、イギリスとオーストラリア軍を撤退させるためギリシャへ向かった。5月8日、アレクサンドリアからマルタへ向かう船団を援護する地中海艦隊の主力艦を護衛。5月21日から22日にかけての夜、「ヘイスティ」はクレタ島へ部隊を運ぶドイツ船団を迎撃した軽巡洋艦「オライオン」、「ダイドー」を護衛していた。5月末、クレタ島からの撤退作戦に参加。
シリア・レバノンの戦い中の7月4日、ヘイスティはレバノン内のフランス軍陣地を砲撃し、この年の残りの期間の大半はトブルクへの船団護衛に費やされた。12月23日、船団護衛中に「ヘイスティ」と駆逐艦「ホットスパー」はソルム北方でドイツ潜水艦「U79」を撃沈。1942年1月には「ヘイスティ」はMF3作戦とMF4作戦でアレクサンドリアからマルタへ向かう船団を護衛したが2月中旬のMF5作戦では支援部隊に移された。2月24日、第22駆逐群に転属。3月22日、第2次シルテ湾海戦に参加。
6月、ヴィガラス作戦（マルタへの補給作戦）に参加。6月15日3時51分（50分）、軽巡洋艦「ニューカッスル」がドイツ魚雷艇の攻撃で被雷。「ヘイスティ」はその魚雷艇と交戦し、それから30分追跡した。4時40分、「ヘイスティ」は「ニューカッスル」と合流した。5時26分、「ニューカッスル」は魚雷を発見。同艦は回避に成功したが、「ニューカッスル」の前の位置につこうとしていた「ヘイスティ」に5時28分に魚雷が命中した。これはドイツ魚雷艇「S55」によるものであった。魚雷はA砲前の左舷側に命中。A砲より前が吹き飛び、ボイラー室にも水が浸入した。艦の状態や、攻撃がまたあるだろうことから艦長Nigel Austenは総員退艦を決断し、駆逐艦「ホットスパー」が乗員を収容後に魚雷1発で「ヘイスティ」を処分した。死者は13名（うち1名は「ホットスパー」艦内で死亡）であった。イギリス側は「S55」を視認していなかったため、「ヘイスティ」被雷は潜水艦によるもの考えられた。